# 조셉 마리 자카드

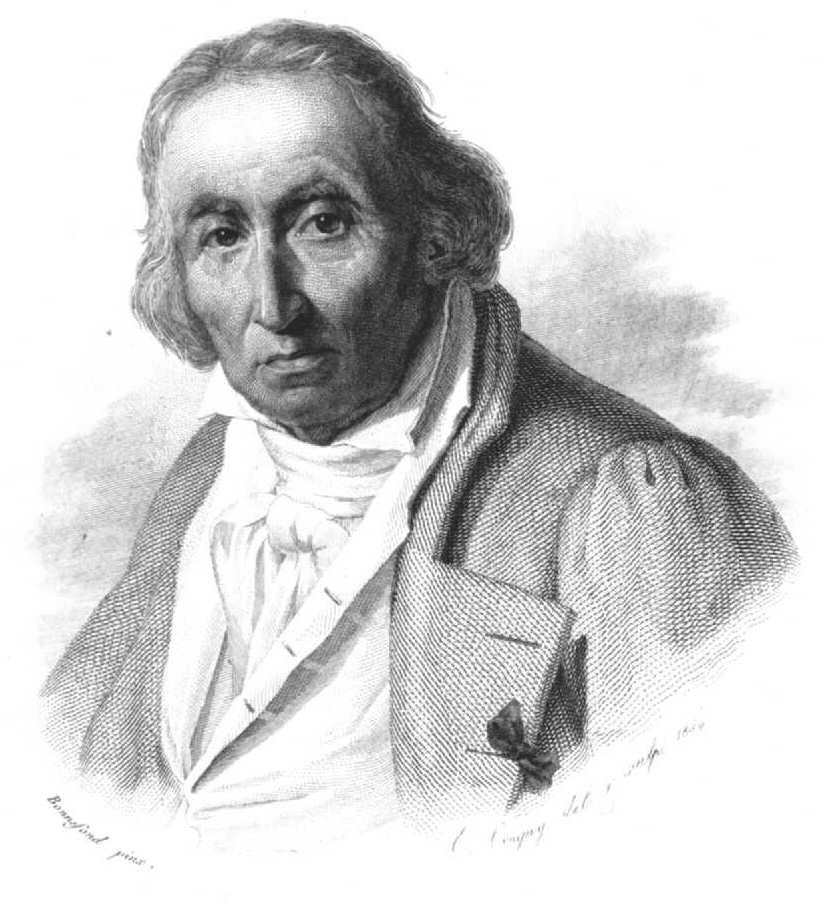
조셉 마리 자카드.

조셉 마리 자카드(Joseph Marie Jacquard, 1752년 7월 7일 ~ 1834년 8월 7일)는 프랑스의 상인이다. 프로그래밍 가능한 최초의 직기인 자카드 직기를 개발하는데 중요한 역할을 했으며, 다시 말해 현대의 컴퓨터를 개발하기 위해 IBM이 사용한 초기 버전의 디지털 컴파일러처럼 프로그래밍 가능한 다른 머신들의 개발에도 중요한 역할을 하였다.

## 생애
자카드의 가족 성은 "찰스"(Charles)이지, "자카드"(Jacquard)가 아니다. 그의 할아버지 세대에서 여러 분파의 찰스 가들이 Lyon의 Couzon-au-Mont d’Or 교외에 살았다. 여러 분파를 구별하기 위해, 지역 사회는 별칭을 주기에 이르렀는데, 조셉의 분파는 "자카드" 찰스로 불렀다. 그러므로 조셉의 할아버지는 Barthélemy Charles dit [소위] Jacquard이다.
어머니를 1762년 여의였고, 아버지는 1772년에 사망했다. 그의 아버지가 죽은 뒤, 아버지로부터 집, 직기, 워크숍을 물려받았다.

## 자카드 직기

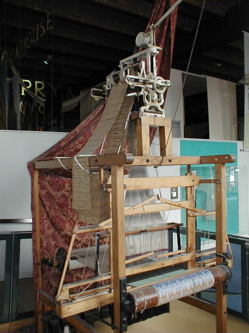
잉글랜드 맨체스터의 과학산업박물관에 전시된 자카드 직기.

자카드 직기는 천공된 판지 카드들을 사용하는 기계식 직기로, 각 카드는 설계상 하나의 줄에 대응한다.
여러 줄의 구멍들은 카드 안에 천공되어 있음, 직물 설계를 이루는 수많은 카드들이 함께 순서대로 팽팽하게 매여있다. 프랑스인 바실 부촌(1725년), 장-밥티스테 팔콘(1728년), 자크 드 보캉송(1740년)의 초기 발명품들에 기반을 두고 있다.

## 참고 문헌
- Razy, C. (1913). 《Étude analytique des petits modèles de métiers exposés au musée des tissus》. Lyon, France: Musée historique des tissus.